# 張俊彥 (臺師大)
張俊彥（Chang Chun-Yen，1967年—），臺灣科學教育學者，現任職於國立臺灣師範大學。

## 經歷
張俊彥1990年畢業於國立臺灣師範大學地球科學系，1994年及1996年則於美國德克薩斯州大學奧斯汀分校科學教育研究所分別取得碩、博士學位，並曾任該校科學教育中心資深研究員。目前除任臺師大教授、學習科學跨國頂尖研究中心總計畫主持人外，以及印尼瑪琅國立大學生物系兼任教授，亦為國科會科教處(現中華民國科技部)專題研究計畫審查委員、國際地球科學奧林匹亞委員、臺灣國際科展及中小學科展評審委員，及十多本國際學術期刊之編審委員。

## 研究
張俊彥的學術專長為科學教育、數位學習、科學傳播，及跨領域學習科學。張俊彥及其團隊近年來已發表開放式科學學習測驗自動評分技術、小油坑虛擬野外考察系統、媒體中科學素養量表(SLiM, Scientific Literacy in Media) 、MAGDAIRE創意教學模組、立體互動式星球儀系統，及CCR雲端教室系統等多項研究成果。近日更攜手新北市政府教育局推出「愛思（AISI）」自主學習AI平台，給予學習者個別化指導架構，提升數位素養。
張俊彥與同任職臺師大的葉庭光助理教授等人在2009年共同發表於Brain & Cognition期刊的COMT基因研究論文，除New Scientist線上報導外，並在紐約時報有詳盡介紹。

## 榮譽
- 國科會傑出技術移轉貢獻獎[9] (2013年)
- 教育部學術獎[10] (2013年)
- 行政院國家科學委員會傑出研究獎(2003年、2009年、2012年)
- 教育部「未獲『發展國際一流大學及頂尖研究中心計畫』及『獎勵大學教學卓越計畫』之大學實施特殊優秀人才彈性薪資」(2010年)
- 國科會50科學成就 (2008年) [11]
- Who's Who in Science and Engineering (2016-2017年)

## 外部連結
- 張俊彥個人網頁 （页面存档备份，存于）
- 國立臺灣師範大學科學教育中心 （页面存档备份，存于）
- IQ高成績好？　臺研究：壓力恐是變數 （页面存档备份，存于）
- iPad變教學利器 臺師大有一套 （页面存档备份，存于）
- 臺師大激發好奇 成就未來愛因斯坦 （页面存档备份，存于）─《今周刊》801期
- 研究發現… 壓力大扼殺優質學習基因 （页面存档备份，存于）
- 國科會科技大觀園人物專訪 張俊彥以創意走研究路[永久]
- 學習基因解謎 紐時：臺灣研究領先